# Жељезничка Станица Какањ
Жељезничка Станица Какањ је насељено мјесто у Босни и Херцеговини у општини Какањ које административно припада Федерацији Босне и Херцеговине. Према попису становништва из 1991. у насељу је живјело 628 становника.

## Становништво
| Националност       | 1991.        | 1981.        | 1971.        |
| Муслимани          | 270 (42,99%) | 591 (58,98%) | 864 (48,67%) |
| Срби               | 217 (34,55%) | 259 (25,84%) | 648 (36,50%) |
| Хрвати             | 23 (3,66%)   | 27 (2,69%)   | 228 (12,84%) |
| Југословени        | 38 (6,05%)   | 50 (4,99%)   | 10 (0,56%)   |
| остали и непознато | 80 (12,73%)  | 75 (7,48%)   | 25 (1,40%)   |
| Укупно             | 628          | 1.002        | 1.775        |